# 1890
Évszázadok: 18. század – 19. század – 20. század
Évtizedek: 1840-es évek – 1850-es évek – 1860-as évek – 1870-es évek – 1880-as évek – 1890-es évek – 1900-as évek – 1910-es évek – 1920-as évek – 1930-as évek – 1940-es évek
Évek: 1885 – 1886 – 1887 – 1888 –  1889 – 1890 – 1891 – 1892 – 1893 – 1894 – 1895

## Események

### Határozott dátumú események
- március 9. – Tisza Kálmán miniszterelnök benyújtja lemondását.[1]
- március 15. – Megalakul a Szapáry-kormány.[1]
- március 18. – A császár felszólítására lemond Bismarck német kancellár.[2]
- március 27. – Az 1887-es orosz-német viszontbiztosítási szerződés meghosszabbításának megtagadása.
- július 1. – Nagy-Britannia és a Német Birodalom „Helgoland-Zanzibár szerződése”.
- augusztus 5. – Francia-angol gyarmati egyezmény (Szudán, Madagaszkár, Zanzibár).[3]
- augusztus 17. – III. Sándor orosz cár és II. Vilmos német császár találkozója Narvában.
- október 6. – Aradon felavatják az aradi vértanúk emlékére állított Szabadság-szobrot.[4]
- november 23. – Luxemburg felbontja a Belgiummal fennálló perszonáluniót, s függetlenné válik.
- december 7–8. – Megalakul a Magyarországi Szociáldemokrata Párt.[1]
- december 29. – Az amerikai hadsereg Wounded Knee-nél lemészárolja a lakotákat.[5]

### Határozatlan dátumú események
- az év folyamán –
  - Létrehozzák a budapesti Pasteur Intézetet, amely komoly szerepet játszott a hazai vizek bakteriológiai szennyezettségének kivizsgálásában is.[6]
  - Idaho lesz az USA 43. szövetségi állama.[7]
  - Japánban életbe lép az új alkotmány. (Ezzel egy időben elfogadják a császári házról szóló törvényt, amely rögzítette, hogy az utódlás csak a császár halálával lehetséges.)[8]

## Az év témái

### 1890 a filmművészetben
- szeptember 16. A film feltalálója, Louis Le Prince rejtélyes körülmények között eltűnik találmányát bemutató vetítésére tartva.

### 1890 a tudományban
- január 1. Budapest és Bécs között megindul a telefonforgalom.

### 1890 a vasúti közlekedésben
- szeptember 17. – Megnyílik a Somogyszob és Barcs közötti vasútvonal.
- október 12. – Átadják az Ukk és Csáktornya közötti vasútvonalat.

## Születések
- január 1. – Anton Melik szlovén geográfus († 1966)

0* január 7. – Henny Porten színésznő († 1960)
- január 17. – Durkó Antal gimnáziumi tanár, múzeumigazgató († 1978)
- január 27. – Kornis Elemér magyar földbirtokos, országgyűlési képviselő († 1953)
- február 3. – Kner Imre magyar tipográfus, nyomdász, könyvművész († 1944)
- február 10. – Borisz Leonyidovics Paszternak Nobel-díjas orosz költő, író († 1960)
- február 16. – Faragho Gábor magyar katonatiszt, vezérezredes, közellátási miniszter, nemzetgyűlési képviselő († 1953)
- március 6. – Tersztyánszky Ödön kétszeres olimpiai bajnok vívó, honvéd ezredes († 1929)
- március 31. – Sir William Lawrence Bragg angol fizikus († 1971)
- április 15. – Percy Shaw angol gyáros, a macskaszem feltalálója († 1976)
- április 20. – Las Torres Béla úszó († 1915)
- április 30. – Lakatos Géza vezérezredes, politikus († 1967)
- május 10. – Alfred Jodl német tábornok, a Wehrmacht főparancsnoka († 1946)
- május 11. – Zachár Imre olimpiai ezüstérmes úszó, vízilabdázó († 1954)
- május 19. – Ho Si Minh, Vietnám vezetője († 1969)
- május 25. – Várnai Zseni költő († 1981)
- június 11. – Dálnoki Miklós Béla vezérezredes, miniszterelnök († 1948)
- június 18. – Ferenczy Béni Kossuth-díjas magyar szobrász, grafikus († 1967)
- június 24. – Baktay Ervin író, festőművész, orientalista († 1963)
- július 7. – Manninger Rezső állatorvos, egyetemi tanár († 1970)
- augusztus 6. – Georgij Leonyidovics Pjatakov bolsevik forradalmár, államférfi († 1937)
- augusztus 15. – Hunyady Sándor regény- és drámaíró († 1942)
- augusztus 20. – Howard Phillips Lovecraft amerikai író, költő, publicista († 1937)
- augusztus 30. – Reményik Sándor erdélyi magyar költő († 1941)
- szeptember 4. – Virágh Béla felvidéki magyar református lelkész, országgyűlési képviselő († 1966)
- szeptember 14. – Horváth Ferenc jogász, gyáros, országgyűlési képviselő († ?)
- szeptember 15. – Agatha Christie angol írónő († 1976)
- szeptember 21. – Max Immelmann német vadászpilóta az első világháborúban († 1916)
- szeptember 23. – Friedrich Paulus német tábornok, egyetemi oktató († 1957)
- október 14. – Dwight David Eisenhower tábornok, az Amerikai Egyesült Államok 34.elnöke († 1969)
- október 20. – Bocsáry Kálmán magyar ügyvéd, országgyűlési képviselő († 1969)
- november 2. – Németh Gyula Kossuth-díjas magyar nyelvtudós, turkológus, akadémikus († 1976)
- november 2. – Terescsényi György magyar író, költő († 1965)
- november 12. – Kronberger Lily magyar világbajnok műkorcsolyázó († 1977)
- november 18. – Indig Ottó magyar író, drámaíró, újságíró († 1969)
- november 22. – Charles de Gaulle tábornok, Franciaország elnöke († 1970)
- december 5. – Fritz Lang, osztrák származású amerikai-német filmrendező († 1976)
- december 8. – Pándi Antal magyar magántisztviselő, könyvelő, országgyűlési képviselő († ?)
- december 10. – Bárdossy László miniszterelnök († 1946)
- december 10. – Badalik Sándor Bertalan veszprémi püspök († 1965)
- december 23. – Eckhardt Sándor irodalomtörténész, nyelvész, egyetemi tanár, az MTA tagja († 1969)

## Halálozások
- január 5. – Ligeti Antal festőművész (* 1823)
- február 9. – Erdősi Imre piarista szerzetes, pedagógus, az 1848–49-es szabadságharcban tábori lelkész (* 1814)
- február 18. – id. Andrássy Gyula, magyar miniszterelnök (* 1823)
- április 1. – Alekszandr Fjodorovics Mozsajszkij orosz tengerésztiszt, a repülés egyik úttörője (* 1825)
- április 2. – Gyömbér Pál, Csongrád megyei bandita (* 1860)
- július 29. – Vincent van Gogh, holland festőművész (* 1853)
- szeptember 11. – Felice Casorati olasz matematikus (* 1835)
- szeptember 16. – Louis Aimé Augustin Le Prince francia feltaláló (film) (* 1841)
- október 25. – Benkő Kálmán színész (* 1824)
- november 23. – Schenzl Guidó meteorológus, akadémikus, a Magyar Meteorológiai és Földdelejességi Intézet létrehozója és első igazgatója. (* 1823)
- december 15. – Ülő Bika sziú törzsfőnök (* 1831 körül)
- december 19. – Kovács Lajos politikus, publicista (* 1812)